# Rainer Wittkamp

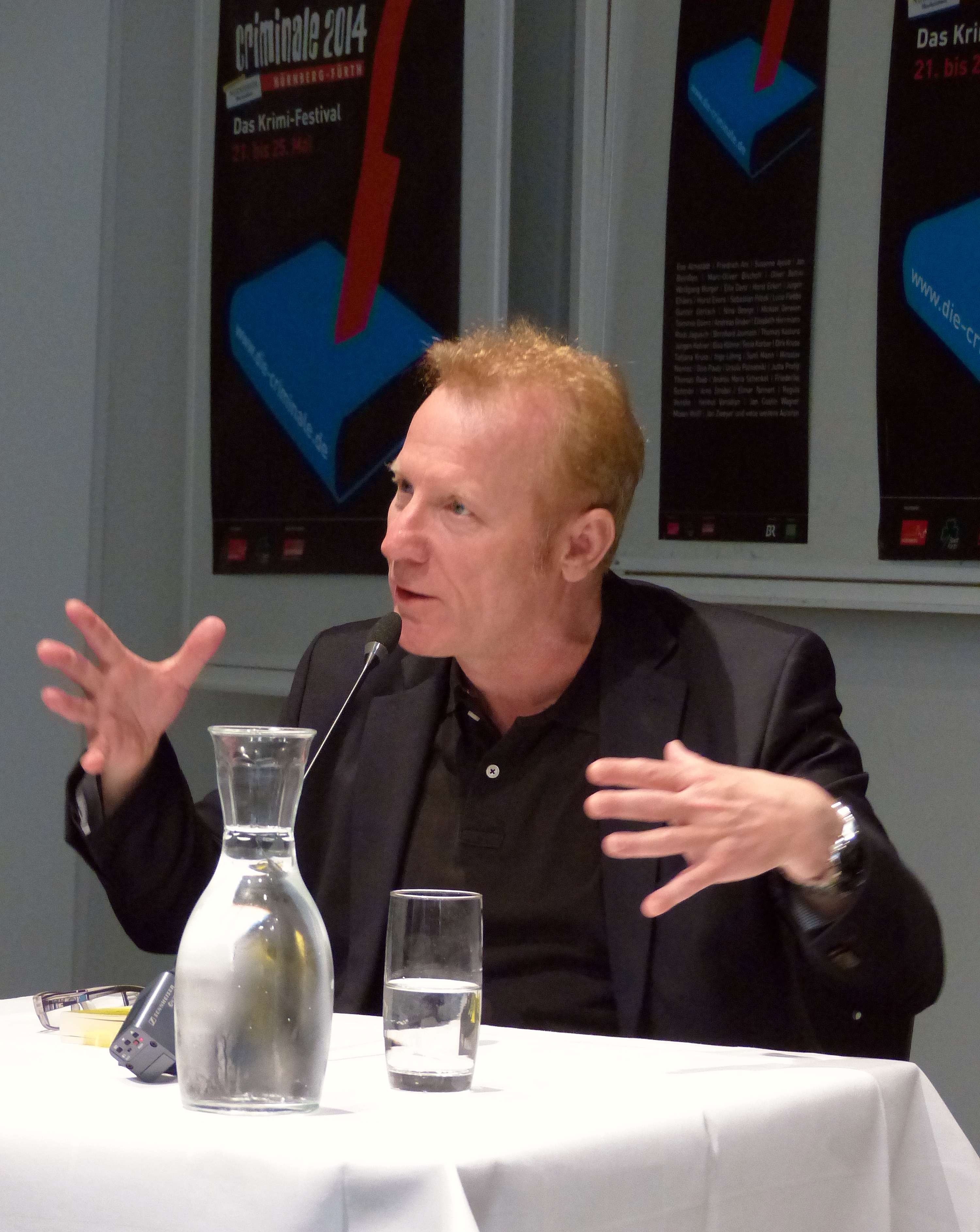
Rainer Wittkamp während seiner Lesung bei der Criminale 2014

Rainer Wittkamp (* 3. Februar 1956 in Münster; † 29. Dezember 2020) war ein deutscher Schriftsteller und Regisseur, der u. a. Romane, Kurzgeschichten und Drehbücher schrieb.

## Leben
Rainer Wittkamp wuchs in Münster auf. Nach dem Abitur und einer Ausbildung zum Schriften- und Plakatmaler studierte er Kunstgeschichte, Theaterwissenschaft und Soziologie an der Freien Universität Berlin. Parallel zum Studium arbeitete Wittkamp als Regieassistent bei Film- und Fernsehproduktionen. Zu den Regisseuren, mit denen er arbeitete, gehörten Jean-Jacques Annaud, Rainer Werner Fassbinder, Reinhard Hauff, Eberhard Itzenplitz, Nicholas Meyer. In dieser Zeit war er beruflich in den meisten west- und osteuropäischen Ländern tätig. In dieser Zeit drehte Wittkamp mehrere Kurzfilme sowie TV-Features für öffentlich-rechtliche Sender und arbeitete als Synchronautor.
Ab Ende der 1980er-Jahre veröffentlichte Wittkamp Artikel in den Berliner Stadtmagazinen tip und Zitty. Daneben schrieb er kürzere Prosa und szenische Texte sowie Beiträge für Filmbücher. 1993 beendete Wittkamp seine Assistententätigkeit und arbeitete danach als freiberuflicher Regisseur und Drehbuchautor. Er führte Regie bei diversen Fernsehserien und Industriefilmen, arbeitete parallel dazu als Produzent, Dramaturg, Chefautor und Stoffentwickler. Neben Kriminalfilmen waren Familienserien sein Schwerpunkt. Wittkamp schrieb u. a. für Die Wache, SOKO Leipzig, SOKO Wismar und Unser Charly. Etwa 370 seiner Drehbücher in den unterschiedlichsten Formaten (TV-Serien, Daily Soaps, Kurzfilme, Industriefilme, Schulungsfilme etc.) wurden verfilmt.

### Martin-Nettelbeck-Reihe
Im März 2013 erschien im Grafit Verlag Wittkamps erste Kriminalroman Schneckenkönig, Auftakt der Reihe um den Berliner Ermittler Martin Nettelbeck. 
Von Beginn an fanden die Bücher bei den Lesern und der Kritik großen Anklang. „Viel Situationskomik, respektlose Kommentare und sarkastische Milieuschilderungen schaffen Abstand zum mörderischen Geschehen“, urteilte Reinhard Jahn in der WAZ. Elmar war im vierten Band Stumme Hechte besonders angetan von der Plotkonstruktion und schrieb in Die Welt: „Denn was immer Wittkamp seinem Kommissar und Posaunenfreund Martin Nettelbeck, unserem hiermit erklärten Lieblingsermittler, zum Fadenfinden aufgibt, zählt gerade wegen der Hyperaktivität seines Plots zum Unterhaltsamsten, was sich derzeit in der Abteilung deutscher Krimi finden lässt.“
Ab Januar 2019 erschien die Martin-Nettelbeck-Reihe im Kölner Emons Verlag. Von 2013 bis 2019 war Wittkamp regelmäßig als Programmberater für Lesungsreihen und Krimi-Festivals aktiv. Er lebte in Berlin-Charlottenburg, arbeitete weiterhin als Drehbuchautor und Regisseur und schrieb an seinem zehnten Roman. Rainer Wittkamp starb am 29. Dezember 2020 im Alter von 64 Jahren.

## Auszeichnungen
- 2016: Berliner Krimipreis Krimifuchs
- 2015: Krimi-Blitz 2014 (National) für Kalter Hund
- 2014: Schreibstipendium Tatort Töwerland

## Werke

### Romane
Martin-Nettelbeck-Reihe
- Schneckenkönig. Grafit Verlag, Dortmund 2013, ISBN 978-3-89425-416-2.
- Kalter Hund. Grafit Verlag, Dortmund 2014, ISBN 978-3-89425-430-8.
- Frettchenland. Grafit Verlag, Dortmund 2015, ISBN 978-3-89425-457-5.
- Stumme Hechte. Grafit Verlag, Dortmund 2016, ISBN 978-3-89425-469-8.
- Hyänengesang. Grafit Verlag, Dortmund 2017, ISBN 978-3-89425-486-5.

Belle-Époque-Reihe
- mit Matthias Wittekindt: Mord im Balkanexpress. Haymon Verlag, Innsbruck 2018, ISBN 978-3-7099-3442-5.

Craemer-und-Vogel-Reihe
- mit Matthias Wittekindt: Fabrik der Schatten. Heyne, München 2022, ISBN 978-3-453-42509-5.

Sonstige
- zus. mit Axel Witte: Taxi nach Rügen. Hinstorff Verlag, Rostock 2018, ISBN 978-3-356-02135-6.

### Kurzgeschichten
- Loverboy. In: Ulrike Rodi (Hrsg.): Online ins Jenseit. Grafit Verlag, Dortmund 2014, ISBN 978-3-89425-432-2.
- Die Wüstenspringmaus. In: Eva Lirot, Hughes Schlueter (Hrsg.): Mit Schirm, Charme und Pistole. KBV Verlag, Hillesheim 2014, ISBN 978-3-95441-191-7.
- 237. In: Christiane Frohmann (Hrsg.): Tausend Tode schreiben. Frohmann Verlag, Berlin 2015, ISBN 978-3-944195-55-1.
- Springers Fall.  (zus. mit Axel Witte)  In: Eva Lirot, Hughes Schlueter (Hrsg.): Drückermorde. 12 Haustürgeschäfte, die böse ausgehen. fhl-Verlag, Leipzig 2015, ISBN 978-3-95848-701-7.
- Enorm in Form. In: Petra Steps (Hrsg.): Sport ist Mord. KBV Verlag, Hillesheim 2015, ISBN 978-3-95441-263-1.
- Iserlohner Reinheitsgebot. In: Herbert Knorr, H. P. Karr, Sigrun Krauß (Hrsg.): Glaube.Liebe.Leichenschau. Grafit Verlag, Dortmund 2016, ISBN 978-3-89425-474-2.
- Vorstadtrambos. In: Horst Bosetzky (Hrsg.): Neues vom Tatort Tegel. Jaron Verlag, Berlin 2017, ISBN 978-3-89773-823-2.

### Sachbücher
- zus. mit Roland Spiegel: 111 Jazz-Alben, die man gehört haben muss. Emons, Köln 2019, ISBN 978-3-7408-0574-6.

### Hörbücher
- Schneckenkönig. Lind & Co, Hamburg, 2018, ISBN 978-91-7861-363-2, (ungekürzte Lesung, Spieldauer: 427 Minuten.) Vorgelesen von Adam Nümm.